# Golofa pelagon
Golofa pelagon är en skalbaggsart som beskrevs av Hermann Burmeister 1847. Golofa pelagon ingår i släktet Golofa och familjen Dynastidae. Inga underarter finns listade i Catalogue of Life.